# Cal Mas (Torrelles de Llobregat)
Can Mas és un edifici del municipi de Torrelles de Llobregat (Baix Llobregat) que forma part de l'Inventari del Patrimoni Arquitectònic de Catalunya.

## Descripció
De planta rectangular, coberta a dues vessants. Té planta baixa i dos pisos, el superior és una galeria (vuit arcs de mig punt) i al primer pis dos balcons que centren la façana. Dins, conserva el celler (tres arcs de pedra i un de totxo) d'aspecte medieval. Se li adossen altres cossos a la part posterior, un d'ells -i corresponent a la part posterior del celler- amb contraforts que reforcen la idea de construcció medieval. Hi ha tres arcs de mig punt de pedra, un d'ells de maó, que són suportats per un pilar central. Actualment, des del 1988, és una casa de colònies. I va ser totalment rehabilitada.

## Història
Els Mas van ser propietaris de la masia des del 1420, suposem que des de l'enfranquiment dels serfs per part dels senyors de Torrelles, fins a la dècada del 70 del segle xx. Durant el segle xix, els Mas van anar a viure a Sants de Barcelona, per la por a les guerres carlines. Durant aquest temps se li deia Cal Xic, que era el mot dels masovers que hi van viure. El darrer Mas va cremar la documentació existent, i se'n coneix poc de la seva història. El Mas l'havien restaurat i ampliat al voltant del 1850. Era un mas important i dels més grans de Torrelles. Va arribar a tenir més de cinquanta parcers, una part important de la població de Torrelles. Produïen vi, oli i tenien un bòbila (que encara es conserva) on es van fer part dels maons de l'església i rectoria neogòtica de Torrelles.